# Streda nad Bodrogom
Streda nad Bodrogom (em húngaro: Bodrogszerdahely) é um município da Eslováquia, situado no distrito de Trebišov, na região de Košice. Tem 22,63 km² de área e sua população em 2018 foi estimada em 2.246 habitantes.

## Demografia
| Ano:        | 1994 | 2004   | 2014   | 2024   |
| ----------- | ---- | ------ | ------ | ------ |
| Broj ljudi: | 2435 | 2430   | 2284   | 2257   |
| Razlika:    |      | -0,20% | -6,00% | -1,18% |

| Ano:               | 2023 | 2024   |
| ------------------ | ---- | ------ |
| Número de pessoas: | 2253 | 2257   |
| Diferença:         |      | +0,17% |